# 柬埔寨文學

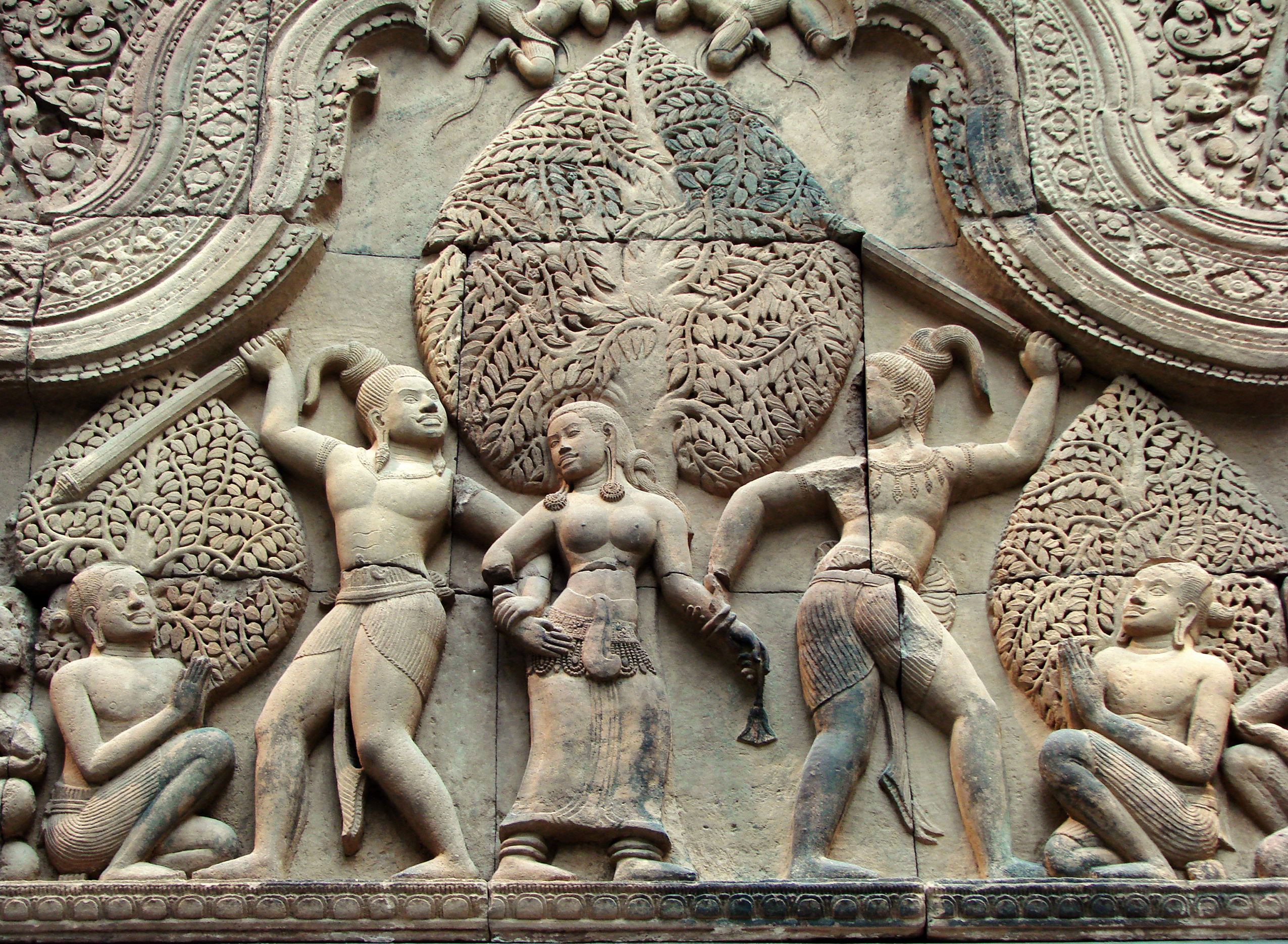
吴哥窟浮雕中的《摩诃婆罗多》。該故事講述兩名阿修羅孙陀和乌普孙陀兩兄弟爭奪仙女提络塔玛。部份柬埔寨本地傳說受印度教的神話影響。

柬埔寨文學，又被稱為高棉文學，擁有悠久的歷史。與東南亞其他國家的文學一樣，其文體以兩種方式傳達：書面文學大多限制在宮廷或寺廟內的文學作品，而口頭文學則基於柬埔寨的民間故事，亦受到佛教和印度教的影響。

## 宮廷文學
1841年至1860年在位的安東國王是经典散文作家。其小說《母牛》是從《本生經》和柬埔寨本身的民間故事中取得靈感。小說講述一個女人對她的丈夫不忠，因而被他懲罰的故事。《母牛》亦因其道德倫理而被編入柬埔寨的教科書內，並成為傳統上高棉女孩的道德規範，故事至今仍與柬埔寨的文化有所關聯。

## 柬埔寨皇家编年史
《柬埔寨皇家编年史》是一部收錄18世紀至19世紀有關柬埔寨自1430年至16世紀初歷史的手稿。编年史上收錄了34份高棉語手稿，以及收錄在法國國家圖書館的3份拉丁語翻譯手稿。其中最舊的一份手稿，1796年的《昂恩的片段》被翻譯成泰語。該手稿講述自巴蘭·尼布班納巴德（1346年至1351年在位）至波涅·亚（1434年至1438年在位）在位期間的故事。
编年史亦收錄了烏加納·萬薩·薩爾貝金·南、桑德芝·召瓦·瓦姆恩·准和瓦德·戈格·加格的手稿，以及《安巴爾克薩德爾》。

## 流行傳說

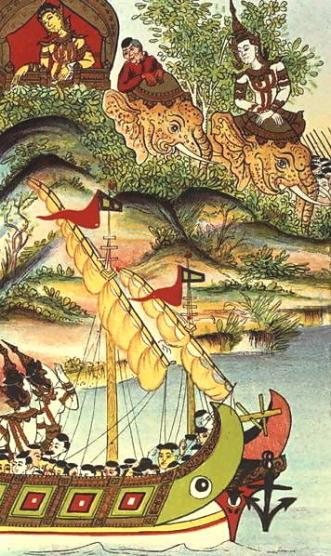
19世紀有關《沃爾翁和索爾翁》故事的畫作

高棉的民間傳說流傳多年，並有不少流行的神話、傳說和歌頌神話英雄和鬼怪的古代樂曲。這些故事最初只是口頭流傳，直至19世紀至20世紀才以書面方式紀錄下來。
口頭流傳的傳說通常是以押韻長詩的形式流傳。這些英雄大多是王子或超自然過體，而場景大多圍繞在皇宮或寺廟。此種流傳多個世紀的傳說最常見的用途在於傳遞規範和價值觀。這些故事中，大部份強調和平解決衝突。一部份的地標和柬埔寨地名的意思亦與這些傳說有關。
其中一個最有代表性的故事是《沃爾翁和索爾翁》，是一個高棉傳統傳說，講述兩個高棉王子陷入恥辱，經過一系列的考驗之後重獲地位。《沃爾翁和索爾翁》首次被奧古斯特·帕維筆錄，其後他聲稱他從一個老伯中得悉這個故事，並在馬德望將其筆錄。2006年，《沃爾翁和索爾翁》被柬埔寨皇家芭蕾舞團改編為芭蕾舞。
基里倫國家公園的兩座山峰以沃爾翁和索爾翁兄弟的名字命名，而貢雷山的命名亦與《沃爾翁和索爾翁》有關。
《敦迭夫》是一部發生於特本克蒙省的愛情悲劇故事，並最遲在19世紀開始已在柬埔寨流傳。《敦迭夫》根據17世紀或18世紀一篇預計來自柬埔寨民間故事的詩歌改編。其後，《敦迭夫》亦被改編為小說、戲劇和電影。雖然其首個外語版本是1880年由艾蒂安·艾蒙尼耶爾所譯的法語版本，但作家喬治·奇加斯根據僧人布列赫·博敦德海拉·孫1915年的版本翻譯的版本更為人所知。

## 現代文學
首批現代的柬埔寨文學仍然保留傳統文學的特色，如1911年小說《跳舞的水與花》、1915年由布列赫·博敦德海拉·孫所著的《敦迭夫》、1900年由女性小說家索塞特的《賓巴的哀歌》、1942年由諾甘所著的《代埃格》等。

### 紅色高棉時期及柬埔寨人民共和國時期
紅色高棉時期，高棉作家無法自由寫作。與其他知識份子一樣，他們要像農民般生活，從事農耕和沉重、卑微的雜務。知識份子亦須隱瞞他們的身份，很多人因被紅色高棉知道其以前的背景而被殺害。作為波爾布特「反对迷信斗争」的一部份，柬埔寨文學的主要元素佛教被打壓，紅色高棉亦消除高棉民间传说對柬埔寨的影響。
紅色高棉被推翻後，柬埔寨人民共和國成立，柬埔寨作家的名譽亦獲得恢復，部份佛教傳統和高棉民间传说亦得以恢復。知識份子亦重獲他們的地位，政府亦肯定他們的成就符合国家利益，但在柬埔寨人民共和國時期的文化復興亦受到親蘇親越共產主義思想的限制，直至1980年代柬埔寨放棄社會主義制度為止。柬埔寨人民共和國時期，對作家的限制開始減少，因此部份作家，例如瓦德森和納維平便分別寫下《我們付出的代價》和《高棉灵魂的反思》兩書，寫下他們在紅色高棉時期的考驗，和他們面對心靈瘉合的過程。

### 現代
索瑪莉曼的《失去純真的道路》透過自身經驗揭示了與性有關的人口販賣問題。她和其他柬埔寨作家引發了國際關注，並將他們的作品翻譯成其他語言。但以高棉語著書的作家卻很難做到收支平衡。因此，高棉作家協會在1993年由該會兩名前會員重新設立，以協助高棉語作家。